# Сверхновый Супермен (мультфильм)
 Сверхновый Супермен — мультипликационный фильм, выпущенный сразу на видео и основанный на серии комиксов с одноименным названием Гранта Моррисона и Фрэнка Куайтли. Является десятым в линейке Оригинальных анимационных фильмов вселенной DC (предыдущий — «Супермен/Бэтмен: Апокалипсис», следующий — «Зелёный Фонарь: Изумрудные рыцари») и первым в линейке, получившим рейтинг PG. Фильм вышел 22 февраля 2011 года.

## Сюжет
Супермен спасает экспедицию доктора Лео Квинтума на Солнце и получает смертельную дозу облучения. Желая потратить как можно больше своего оставшегося времени Кларк Кент открывается Лоис Лейн. В её день рождения он берёт девушку в Крепость Одиночества, где Супермен дарит ей сыворотку, способную на 24 часа сделать из неё Супервумен. Вместе с ней Супермен спешит в Метрополис остановить атаку ящероподобных монстров, обитающих под землёй. Однако с чудищами уже сражаются герои-путешественники во времени Самсон и Атлас. Они используют Супермена, чтобы разгадать загадку Ультра-Сфинкса.
В это время Лекс Лютор ожидает приговора в камере смертников. Это он подстроил аварию, которая привела к передозировке Супермена солнечным светом. Кларк Кент приезжает в тюрьму для встречи с Лютором. Во время интервью им приходится иметь дело с вырвавшимся на свободу Паразитом. Скрывая от всех свою личность, Кент предотвращает беспорядки, спасает от смерти Лютора и обезвреживает Паразита. Имея возможность сбежать, Лекс остаётся смиренно ждать своей казни, зная, что Супермен умрёт первым. Он поручает своей племяннице переправить Кента в безопасное место.
Супермен рассказывает Лоис Лейн, что скоро умрёт, и покидает Землю, чтобы отправить на новую планету криптонийский город Кандор, уменьшенным Брейниаком для своей коллекции. Вернувшись, он обнаруживает что на Земле хозяйничают его дальние родственники — криптонианцы Бар-Эл и Лило. Так как они следовали по пути, приведшем корабль Супермена на Землю, инопланетяне подверглись сильному излучению криптонита. Чтобы крипонианцы не погибли, Супермен отправляет их в Фантомную Зону.
В день казни Лекс принимает сыворотку, похищенную одним из перепрограммированных роботов Супермена из Крепости Одиночества, и на 24 часа становится сверх-человеком. Он вступает в сговор с супер-компьютером Соларисом, который изменяет жёлтый солнечный свет на красный — губительный для Супермена. Супермен уничтожает Солариса и с помощью гравитационной пушки ускоряет биологические часы Лютора, чтобы действие сыворотки закончилось быстрее. Узнав, что Соларис сделал Солнце синим, Супермен отправляется на звезду, чтобы вернуть её прежний цвет, и погибает. Лоис Лейн верит, что он вернётся, как только всё исправит.
Доктор Лео Квинтум посещает в тюрьме раскаявшегося Лекса Лютора, который передаёт учёному папку с формулой ДНК Супермена.

## Роли озвучивали
- Кларк Кент/Супермен — Джеймс Дентон
- Лоис Лейн/Супервумен — Кристина Хендрикс
- Лекс Лютор — Энтони ЛаПалья
- Атлас — Стивен Блум
- Самсон, Ультра-Сфинкс — Джон Ди Маджо
- Марта Кент — Фрэнсис Конрой
- доктор Лео Квинтум — Алексис Денисоф
- Соларис — Робин Аткин Даунс[1]
- Бар-Эл — Арнольд Вослу
- Лило — Финола Хьюз

## Награды и номинации
- В 2012 году на премии «Behind the Voice Actors Awards» Кристина Хендрикс за озвучивание Лоис Лейн была номинирована в категории «Лучшая актриса озвучивания»[2]. Также фильм победил в номинации «Лучший актёрский состав».[3]